# スローロリス (DOS攻撃ツール)
Slowlorisとは、HTTPリクエストを低速で送り大量のコネクションを開き続けることで低帯域でサーバーを攻撃する、 DOS攻撃ツールである。1台のマシンから最小限の帯域だけでも機能する。
Slowlorisは、対象のサーバーに対して断片的なHTTPリクエストを送り続け、大量のコネクションを出来るだけ長く維持し続けることでサーバー側の最大接続数を埋め尽くすことで、サーバーが新規接続を受け付けられなくなる。 
Slowrorisという名前は、遅い動きで知られている霊長目ロリス科に分類されるスローロリス属に由来している。

## 影響のあるサーバーソフト
影響を受ける主なサーバーソフト一覧。以下にないソフトでも攻撃を受ける場合がある。
- Apache 1.x 及び 2.x
- dhttpd
- Websense "block pages" （未検証）
- Trapeze Wireless Web Portal （未検証）
- Verizon's MI424-WR FIOS Cable modem（未検証）
- Verizon's Motorola Set-top box (8082番ポートかつ認証が必要 - 未検証)
- BeeWare WAF (未検証)
- Deny All WAF (修正済み)[2]
- Flask (開発用サーバー)
- Internet Information Services (IIS) 6.0またはそれ以前のバージョン [3]
- Nginx 1.5.9 または以前のバージョン [4]

TLS ハンドシェイクのSlowrorisの攻撃に脆弱:
- Apache HTTP Server 2.2.15 またはそれ以前 [5]
- Internet Information Services (IIS) 7.0 またはそれ以前[6]

Slowrorisが開くコネクション数は数千個程度であるため、大規模なサーバーにはあまり効果がない。また、Varnishやnginx、Squid等のプロキシサーバー、キャッシュアクセレーターを使用することで攻撃を軽減することができる。 また、 IIS, lighttpd, Cherokee, and Cisco CSSなどのソフトは設計上、攻撃を受けにくい。